# Droga krajowa nr 401 (Węgry)
Droga krajowa nr 401 (węg. 401-es főút) – droga krajowa w komitacie Pest w środkowych Węgrzech. Długość - 1 km. Droga krajowa nr 401 w całości przebiega w granicach miasta Abony, gdzie stanowi krótki łącznik między drogami 4 i 40.